# Marie Colvin
Marie Catherine Colvin (Nova York, 12 de janeiro de 1956 – Homs, 22 de fevereiro de 2012) foi uma premiada jornalista norte-americana que trabalhou para o jornal britânico The Sunday Times de 1985 até sua morte em 2012, ocorrida enquanto ela cobria o Cerco de Homs, na Síria.
Após sua morte, a Universidade Stony Brook estabeleceu o Centro Marie Colvin de Reportagem Internacional em sua homenagem. Sua família também estabeleceu o Fundo Memorial Marie Colvin através da Fundação Comunidade Long Island, que se esforça para dar doações em nome de Marie em homenagem ao seu humanitarismo. Em julho de 2016, os advogados da família de Colvin entraram com uma ação civil contra o governo da República Árabe da Síria, alegando que haviam obtido provas de que o governo sírio havia ordenado diretamente o assassinato dela.

## Primeiros anos
Marie Colvin nasceu em Astoria, no Queens, Nova York, e cresceu em East Norwich, na cidade de Oyster Bay, no Condado de Nassau, em Long Island. Ela se formou na Oyster Bay High School em 1974. Ela passou seu primeiro ano do ensino médio no exterior em um programa de intercâmbio no Brasil e mais tarde frequentou a Universidade de Yale. Ela formou-se em antropologia, mas fez um curso com o escritor ganhador do Prêmio Pulitzer, John Hersey. Ela também começou a escrever para o The Yale Daily News. Ela obteve um bacharel em antropologia em 1978.

## Carreira
Colvin trabalhou brevemente para um sindicato em Nova York, antes de iniciar sua carreira jornalística na United Press International (UPI), um ano depois de se formar em Yale. Ela trabalhou para a UPI primeiro em Trenton, depois em Nova York e Washington. Em 1984, Colvin foi nomeada gerente do escritório de Paris da UPI, antes de se mudar para o The Sunday Times em 1986.
A partir de 1986, ela foi correspondente do jornal no Oriente Médio e, em 1995, foi correspondente do Foreign Affairs. Em 1986, ela foi a primeira a entrevistar Muammar Gaddafi depois da Operação El Dorado Canyon. O líder líbio Moammar Gaddafi disse nesta entrevista que ele estava em casa quando os aviões dos Estados Unidos bombardearam Trípoli em abril de 1986, e que ele ajudou a resgatar sua esposa e filhos enquanto "a casa estava caindo ao nosso redor". Gaddafi também disse que a reconciliação entre a Líbia e os Estados Unidos era impossível enquanto Reagan estivesse na Casa Branca.
Em maio de 1988, Colvin fez uma extensa aparição no programa de discussão, After Dark, do Canal 4, ao lado de Anton Shammas, Gerald Kaufman, Moshé Amirav, Nadia Hijab e outros.
Especializada no Oriente Médio, ela também cobriu conflitos na Chechênia, Kosovo, Serra Leoa, Zimbábue, Sri Lanka e Timor-Leste. Em 1999, no Timor-Leste, foi-lhe atribuída a salvação das vidas de 1500 mulheres e crianças de um complexo sitiado por forças apoiadas pela Indonésia. Recusando-se a abandoná-los, ela ficou com uma força das Nações Unidas, relatando em seu jornal e na televisão. Eles foram evacuados depois de quatro dias. Ela ganhou o prêmio da Fundação Internacional de Mulheres pela Coragem no Jornalismo por sua cobertura do Kosovo e da Chechênia.  Ela escreveu e produziu documentários, incluindo Arafat: Behind the Myth, para a BBC. Ela foi destaque no documentário 2005 Bearing Witness.
Colvin perdeu a visão em seu olho esquerdo devido a uma explosão de uma granada propelida por foguete (RPG) do Exército do Sri Lanka em 16 de abril de 2001, enquanto atravessava de uma área controlada pelo LTTE para uma área controlada pelo governo; depois disso ela passou a usar um tapa-olho. Ela foi atacada mesmo depois de gritar "jornalista, jornalista!". Ela disse a Lindsey Hilsum do Channel 4 News que seu agressor "sabia o que estava fazendo". Apesar de sofrer ferimentos graves, Colvin, que tinha 44 anos na época, conseguiu escrever um artigo de 3000 palavras na hora certa para cumprir o prazo.
Ela também foi testemunha e intermediária durante os últimos dias da guerra no Sri Lanka e relatou osmcrimes de guerra contra os tâmeis cometidos durante essa fase. Vários dias após seu ferimento, o governo do Sri Lanka disse que permitiria que jornalistas estrangeiros viajassem para zonas controladas pelos rebeldes. O diretor de informações do governo, Ariya Rubasinghe, declarou: "Jornalistas podem ir, não os impedimos, mas eles devem estar totalmente cientes e aceitar o risco de suas vidas."
Em 2011, enquanto informava sobre a Primavera Árabe na Tunísia, Egito e Líbia, ela teve a oportunidade de entrevistar Muammar Gaddafi, junto com outros dois jornalistas que ela poderia nomear. Para a primeira entrevista internacional de Gaddafi desde o início da guerra, Colvin levou Christiane Amanpour da ABC News e Jeremy Bowen da BBC News.
Colvin observou a importância de lançar uma luz sobre a "humanidade nos extremos, empurrada para o insuportável", afirmando: "Meu trabalho é dar testemunho. Nunca me interessei em saber que tipo de avião tinha acabado de bombardear uma aldeia ou se a artilharia que disparou era 120 mm ou 155 mm."

## Vida pessoal
Colvin casou duas vezes com o jornalista Patrick Bishop; ambos os casamentos terminaram em divórcio. Ela também se casou com o jornalista boliviano Juan Carlos Gumucio, que era correspondente do jornal espanhol El País em Beirute durante a guerra civil libanesa. Ele cometeu suicídio em fevereiro de 2002 na Bolívia porque "o mundo não era mais um lugar amável, agradável e digno", segundo seu colega repórter Robert Fisk.
Marie Colvin residia em Hammersmith, no oeste de Londres. Ela não teve filhos.

## Morte
Em fevereiro de 2012, Colvin atravessou a fronteira para a Síria em uma motocicleta de motocross, ignorando as tentativas do governo sírio de impedir que jornalistas estrangeiros entrassem na Síria para cobrir a Guerra Civil Síria sem autorização. Colvin estava alocada no distrito de Baba Amr, a oeste da cidade de Homs. Ao chegar à cidade, foi recebida por ativistas locais ansiosos para revelar ao mundo a destruição em curso em Homs. Colvin relatou que forças pró-Assad disparavam repetidamente contra seu carro com granadas e metralhadoras, forçando-a a se abrigar em prédios vazios.
Colvin fez sua última transmissão na noite de 21 de fevereiro, aparecendo na BBC, Channel 4, CNN e ITN News via telefone por satélite. Ela descreveu bombardeios e ataques de franco-atiradores contra prédios civis e pessoas nas ruas de Homs pelas forças sírias como "implacáveis", expressando imenso choque com o total descaso das tropas governamentais pelas vidas dos moradores da cidade.
Colvin morreu junto com o premiado fotógrafo francês, Rémi Ochlik. Uma autópsia realizada em Damasco pelo governo sírio concluiu que Marie Colvin foi morta por um "dispositivo explosivo improvisado cheio de pregos". O governo sírio afirma que o dispositivo explosivo foi plantado por terroristas em 22 de fevereiro de 2012 enquanto fugia de um prédio de mídia não oficial que estava sendo bombardeado pelo exército sírio. Essa versão foi refutada pelo fotógrafo Paul Conroy, que estava com Colvin e Ochlik e sobreviveu ao ataque. Conroy lembrou que Colvin e Ochlik estavam empacotando seus equipamentos quando o fogo da artilharia síria atingiu seu centro de mídia.

### Repercussão
O jornalista Jean-Pierre Perrin e outras fontes informaram que o prédio havia sido alvo do exército sírio, identificado por meio de sinais telefônicos via satélite.  Sua equipe planejava uma estratégia de saída algumas horas antes.
Na noite de 22 de fevereiro de 2012, pessoas de Homs lamentaram nas ruas em homenagem a Colvin e Ochlik. Homenagens foram pagas a Colvin através da indústria da mídia e do mundo político após sua morte.
Os pertences pessoais de Colvin vieram com ela. Isso incluía uma mochila contendo suprimentos básicos: uma muda de roupa, dois telefones via satélite e uma caixa preta contendo um manuscrito de 387 páginas de seu amigo, Gerald Weaver. A irmã de Colvin, Cathleen "Cat" Colvin começou a se encontrar com Weaver e, junto com Sean Ryan, então editor estrangeiro do The Sunday Times, ajudou a publicar seu livro.
O funeral de Colvin ocorreu em Oyster Bay, Nova York, em 12 de março de 2012, em uma solenidade com cerca de 300 pessoas.

## Ação civil
Em julho de 2016, advogados representando a família de Colvin entraram com uma ação civil contra o governo da República Árabe da Síria por assassinato extrajudicial, alegando que haviam obtido provas de que o governo sírio havia ordenado diretamente o assassinato de Colvin. Em abril de 2018, as acusações foram reveladas em documentos judiciais apresentados por sua família.

## No cinema
Em 2018 a jornalista foi retratada no filme A Private War dirigido por Matthew Heineman. Estrelado por Rosamund Pike, é baseado no artigo "Marie Colvin's Private War", escrito pela autora Marie Brenner para a Vanity Fair. O filme foi escrito por Arash Amel e conta com a participação de Jamie Dornan, Tom Hollander e Stanley Tucci.

## Prêmios
- 2000: Journalist of the Year: Foreign Press Association
- 2000: Courage in Journalism: International Women's Media Foundation
- 2001: Foreign Reporter of the Year: British Press Awards
- 2010: Foreign Reporter of the Year: British Press Awards